# Filialkirche Reintal

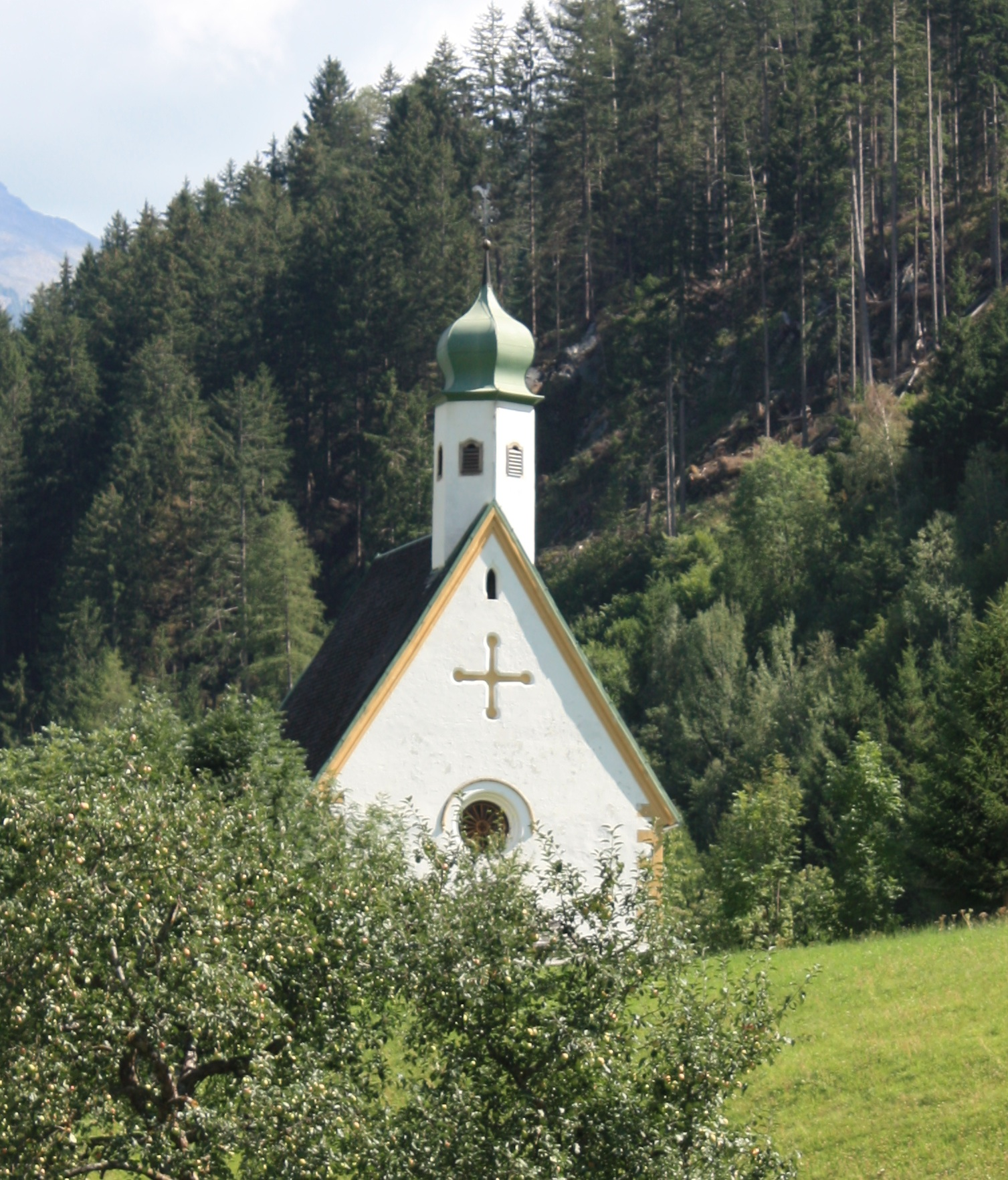
Filialkirche Reintal

Die Filialkirche Reintal in der Gemeinde Winklern ist dem heiligen Rupert von Salzburg geweiht und gehört zur römisch-katholischen Pfarre Winklern.

## Baubeschreibung
Die Kirche ist ein kleiner gotischer Bau mit einem Langhaus und einem etwas niedrigeren Chor vom Anfang des 16. Jahrhunderts. Über dem Langhaus mit Satteldach erhebt sich ein sechseckiger Dachreiter mit Zwiebelhelm und zwei Glocken. Eine Glocke goss 1723 Johann Baptist Dival, eine zweite 1731 Ferdinand Drackh. Dreieckige Strebepfeiler stützen den Chor mit Fünfachtelschluss. Im südlichen Chorwinkel ist die Sakristei angebaut.
Über dem  zweijochigen Langhaus wölbt sich ein Sternnetzrippengewölbe auf Wandpfeilern mit halbrunden Vorlagen. Im Westen ist eine hölzerne Musikempore mit einer Mittelstütze eingebaut. Ein spitzbogiger, abgefaster Triumphbogen verbindet das Langhaus mit dem einjochigen, sternrippengewölbten Chor. Die Schlusssteine im Chor sind mit einem Christuskopf, der Halbfigur des heiligen Laurentius, dem Wappen der Grafschaft Görz sowie einem Tiroler Adler bemalt. Die Malereien in den Vierpassfeldern stellen die Heiligen Nikolaus und Rupert dar. Das Fresko der Muttergottes mit Kind an der Chorwand entstand 1681.

## Einrichtung
Das Altarblatt des 1715 gefertigten Hochaltars zeigt den Kirchenheiligen, den heiligen Rupert. Über den Opfergangsportalen stehen die Statuen der Heiligen Antonius von Padua und Johannes Nepomuk.
Die beiden Seitenaltäre stammen aus dem zweiten Viertel des 18. Jahrhunderts; auf dem rechten Seitenaltar steht eine Mondsichelmadonna und die Heiligen Joachim und Anna, auf dem linken Seitenaltar Bilder des Evangelisten Johannes und der heiligen Katharina aus der ersten Hälfte des 19. Jahrhunderts und eine Schutzengelgruppe aus dem Rokoko.
Die Kanzel stammt aus dem letzten Viertel des 18. Jahrhunderts.
Am Kruzifix aus dem späten 17. Jahrhundert sind an den seitlichen Kreuzenden Engelsköpfe, oben Gottvater und die Heilig-Geist-Taube angebracht.
In einer Vitrine ist eine spätbarocke, bekleidete Muttergottesfigur.
Im Chor hängt ein volkstümliches Gemälde einer Schutzmantelmadonna aus dem 17. Jahrhundert, an der Emporenbrüstung ein Guter Hirte von 1867 und in einer Votivnische ein um 1700 entstandenes Bild Maria mit Kind.